# Herta Flor

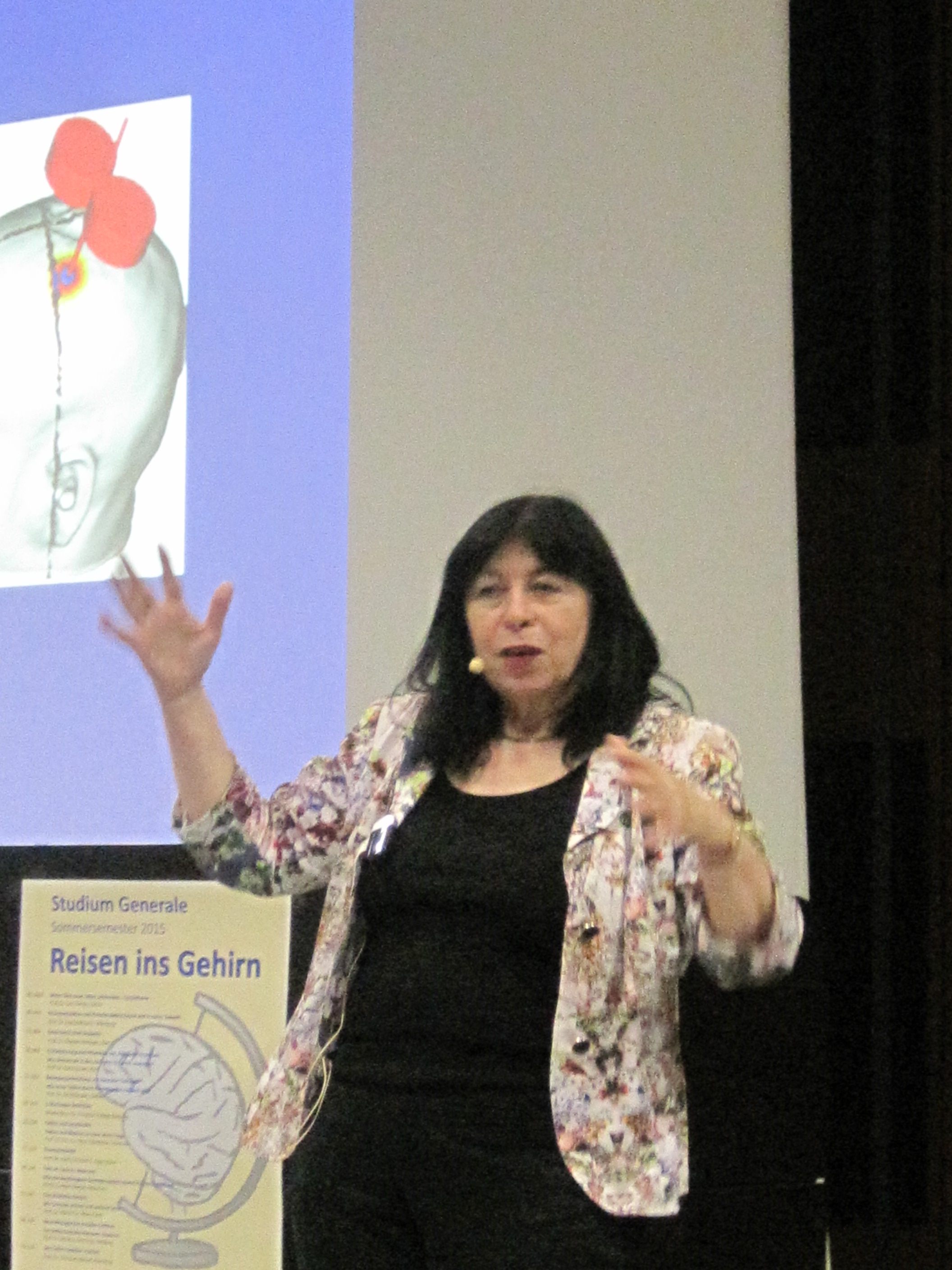
Herta Flor (2015)

Herta Flor (* 1954 in Schnaittenbach) ist eine deutsche Neuropsychologin. Sie ist wissenschaftliche Direktorin des Instituts für Neuropsychologie und Klinische Psychologie am Zentralinstitut für Seelische Gesundheit in Mannheim und Lehrstuhlinhaberin für Neuropsychologie an der Universität Heidelberg.

## Leben und Wirken
Nach ihrer Schulzeit am Dr.-Johanna-Decker-Gymnasium in Amberg studierte sie Psychologie an der Universität Tübingen. Bei einem Forschungsaufenthalt an der Yale University legte sie die Grundlagen für ihr späteres Arbeitsgebiet, die Schmerzforschung. 1991 publizierte Flor den Tübinger Bogen zur Erfassung von Schmerzverhalten.
Sie erarbeitete grundlegende Erkenntnisse über die enge Verbindung zwischen körperlichen Ursachen und der psychologischen Dimension des Schmerzes. Sie zeigte erstmals klar auf, welche psychologischen Grundvoraussetzungen dazu beitragen, dass sich Schmerzen chronisch ausbilden. Im Jahr 2004 gelang es ihr, in Kooperation mit dem Universitätsklinikum Mannheim sowie der Universität Heidelberg den Sonderforschungsbereich 636 „Lernen, Gedächtnis und Plastizität des Gehirns: Implikationen für die Psychopathologie“, dessen Sprecherin sie ist, an das Zentralinstitut zu holen.
Doktorandinnen und Doktoranden waren unter anderem Sabine Grüsser-Sinopoli und Surjo R. Soekadar.

## Auszeichnungen und Mitgliedschaften
- 2000: Max-Planck-Forschungspreis
- 2002: Deutscher Psychologie-Preis
- 2004: Forschungspreis 2004 des Landes Baden-Württemberg[4]
- 2004: Ordentliches Mitglied der Academia Europaea[5]
- 2008: Mitglied der Deutschen Akademie der Naturforscher Leopoldina[6]
- 2015: Ehrendoktorat der Freien Universität Amsterdam
- 2019: Ehrendoktorat der Universität Aalborg[7]